# Премия министерства культуры и спорта
Премия министерства культуры и спорта (ивр. פרס משרד החינוך והתרבות‎) — израильская государственная премия, присуждается Министерством культуры и спорта творцам в самых разных областях. Ранее премия присуждалась Министерством образования и культуры, когда они были объединены в одно министерство.

## Описание
Премия вручается выдающимся людям в различных областях, в том числе в области литературного творчества, фотографии, изобразительного искусства, израильской классической музыки и пении на иврите . На протяжении многих лет её получали Дебора Омер, Алекс Либек, Дан Альмагор, Яаков Зим, Даниэла Янив-Рихтер, Мики Крецман, Лия Никель, Мордехай Ариели, Дганит Брест, Александр Боген и другие.
Кроме того, присуждаются премии в области танцев, кураторства и премия Рихтера в области архитектурного планирования.
Премия Министерства культуры и спорта присуждаются в разной степени и в разном размере. Некоторые из них представляют собой стипендию или поддержку для многообещающего молодого художника, некоторые вручаются в качестве поддержки работы (например, книги, фильма или танцевального номера), а некоторые - в качестве награды за жизненные достижения для опытного художника.
В 2012 году Лимор Ливнат инициировала еще одну награду в области сионистского творчества на общую сумму 300 000 шекелей, которая присуждалась 4 года до 2015 года. Она инициировала Премию Деборы Омер в области литературы на иврите для детей и молодежи. После разделения министерства с годами премия сменила название на «Премия министерства науки и искусства», «Премия министерства образования», «Премия культуры и спорта», «Премия министерства науки, культуры и спорта», а с 2015 года получила название — «Премия министерства культуры и спорта».
В 2016 году Министерство образования по инициативе Нафтали Беннета начало присуждать новую премию — «Премию министерства образования творцам в области еврейской культуры», имени Ури Орбаха . В то же время было остановлено распределение «Творческой премии в области сионизма», инициированное Лимор Ливнет.

## Награды в области литературного творчества
В области литературного творчества Министерство культуры и спорта присуждает несколько премий:
- Премия Иегуды Амихая
- Премия за творчество для ивритских писателей
- Премия министерства культуры в области литературного творчества
- Премия министерства культуры и спорта в области литературного творчества на иврите для детей и юношества имени Деборы Омер

## Награды в области еврейского песенного творчества
Начиная с конца 1990-х годов Министерство культуры, иногда в сотрудничестве с ассоциацией «Искусство для народа», вручало премию в области еврейского песенного творчества. В 2004 году министр образования, культуры и спорта Лимор Ливнат утвердила рекомендации секции для певцов на иврите, действовавшей от имени Израильского совета по культуре и искусству, и решила, что создателям и исполнителям ежегодно будут присуждаться пять финансовых премий. С годами премия меняла название на «Премия Кнессета певцу на иврите», «Премия недели певцу на иврите», «Премия министерства культуры в области пения на иврите» и «Премия лучшему певцу на иврите». Среди лауреатов премии были:
- Нахум Хейман - получил «Премию Кнессета для певца на иврите» за 2002 год[3].
- Шломо Арци и Коби Оз - выиграли премию «Неделя еврейских певцов» в 2004 году[4].
- Мони Амарилио - Премия за особый вклад в израильскую музыку в 2005 году[5].
- Эхуд Банай - Премия «Композитор года» 2005 года[5].
- Меир Голдберг - Премия «Писатель года» 2005 год[5].
- Боаз Райншрайбер - Премия создателю и исполнителю в начале своей карьеры за 2005 год[6].
- Шмулик Краус — Премия Lifetime Achievement Award за особый вклад в израильскую музыку в 2006 году[7].
- Идан Райхель — Премия «Композитор года» за 2006 год[6].
- Йосси Гисфан - Премия «Писатель года» за 2006 год[6].
- Керен Пелс — Премия творцу и исполнителю в начале карьеры за 2006 год[6].
- Доби Зельцер — Премия Lifetime Achievement Award за особый вклад в израильскую музыку в 2007 году[8].
- Дин Дин Авив - Премия «Операция года» за 2007 год[8].
- Эрик Берман - Премия для создателя и исполнителя в начале его карьеры за 2007 год[8].
- Овадия Хамма — Премия «Композитор года» за 2007 год[9].
- Эяль Голан - получил премию «Самый лучший еврейский певец» за 2018 год на мероприятии в Кнессете[10][11].

## Награда за архитектурный дизайн
Премия Рехтера — это премия за архитектурный дизайн, присуждаемая каждые два года в память о Зееве Рехтере и его сыне Яакове Рехтере под эгидой Министерства культуры и спорта .
Награждение премией началось в 1962 году, когда Министерство жилищного строительства, компания «Амидар» и семья Зеева Рехтера учредили фонд для присуждения премии в течение двух лет в размере 3000 фунтов стерлингов, присуждаемой Ассоциацией Архитекторов Израиля . После смерти Яакова Рехтера в 2001 году премия также была названа в его честь, перешла в ведение Министерства культуры и спорта и включает в себя две награды: поощрительную премию для молодых архитектораов в размере 10 000 шекелей и премия за архитектурное достижение при дизайне здания или комплексной группы зданий на сумму 25 000 шекелей. Премия присуждается дизайну здания не старше 10 лет со дня его основания.

## Награды в области пластических искусств
В области пластического искусства существует несколько премий, ежегодно присуждаемых израильским художникам секцией изобразительного искусства Совета по культуре и искусству от имени Министерства культуры и спорта. В 2019 году министр культуры Мири Регев попросила отменить премию, несмотря на то, что победители уже были выбраны, и только после пятимесячной задержки премии были окончательно вручены в мае 2020 года (победителям 2019 года), но в итоге новые премии не присуждались в 2020 году.
- Премия молодого художника — премия, ежегодно присуждаемая десяти молодым художникам в области изобразительного искусства. Награда является благодарностью и предназначена для поощрения молодого художника. Размер приза составляет 10 000 шекелей для каждого победителя.
- Премия Creation Encouragement Award for Plastic Art — награда, ежегодно присуждаемая десяти художникам в области пластического искусства. Размер приза составляет 20 000 шекелей для каждого победителя.
- «Премия министра культуры за пластическое искусство» — премия, ежегодно присуждаемая десяти художникам в области пластического искусства. Размер премии составляет 50 000 шекелей для каждого лауреата.
- Lifetime Achievement Award в области пластических искусств — премия, ежегодно вручаемая одному художнику. Размер премии составляет 70 000 шекелей.

Среди лауреатов премии были:
- Цви Толковский — получил награду в 2012 году[15].

## Премия киноискусства
Награда за киноискусство предназначена для поощрения кинопроизводства и творчества, а также для продвижения качества и совершенства с целью содействия процветанию и развитию израильского кино. Гранты победителям предназначены для того, чтобы создатели могли заняться кинопроизводством. Среди победителей были: Хаим Бозаглу, Эйлат Менахеми, Игаль Борштейн, Амит Горен, Давид Горфинкель, Ибтисам Мараана, Юли Коэн, Довер Косашвили, Бней Торти, Эли Коэн, Ави Нешер, Шломи Элькабац, Талья Лави и Томер Хайман.

## Премия для создателей и исполнителей в области танца
Премия присуждается с 1996 года создателям и исполнителям в области художественного танца и призвана выразить признание и высокую оценку израильским обществом работы артистов в области художественного танца и поддержать продолжение их творческого пути. Премия включает в себя несколько номинаций:
- Премия за творчество
- Премия за выступление танцевальной труппы и танцора или танцовщицы, присуждается за выступление в году, предшествующем году присуждению премии.
- Премия для создателей танца в поддержку их начинаний, до 10 лет творчества.
- Премия за жизненные достижения

Среди лауреатов премии:
- 2002 - Хореограф Мирела Шарон - Премия за жизненные достижения; Израильский балет — награда за выступление большой танцевальной труппы[18].
- 2009 — Нава Цукерман, художественный руководитель театра Тамунэ, Премия за жизненные достижения[19].
- 2010 — Хореограф Ноа Дар — Премия за создание, труппа Ясмин Годер — Премия за выступление[20].
- 2013 - группа " Вертиго " - премия за жизненные достижения; Хореограф Аркадий Зайдес — Премия за создание[21].
- 2016 - Хореограф Охад Нахарин - Премия за заслуги перед жанром; Хореографы Инбал Пинто и Авшалом Полак — награда за исполнение за произведение «Фарахкир»[22].